# Svend Andersen (zoo-direktør)
 Der er flere personer med dette navn, se Svend Andersen.
Svend Andersen (24. november 1923 på Frederiksberg – 9. april 2001) var direktør for Københavns Zoo og rektor for Vallensbæk Statsskole.
Han var søn af slagtermester Emilius Andersen (død 1942) og hustru Hertha Cecilia Margrethe f. Nilsson, blev student fra Østre Borgerdydskole 1943 og cand.mag. i zoologi 1953. Han var på studierejser i Europa, Asien, Afrika og Nordamerika, og på bevilling fra statens alm. videnskabsfond arbejdede han med Zoologisk Museums amphipodsamlinger 1953-1955. Andersen blev lærer ved Blågård Seminarium 1953-1959 og blev programsekretær ved Folkeuniversitetet 1955.
1955 blev han direktionssekretær ved Zoologisk Have og samme år underdirektør. Svend Andersen var administrerende direktør for haven 1956-1969. Derefter blev han ansat som lektor og inspektor på det nystartede Vallensbæk Statsskole med undervisning i fagene geografi og biologi. Hans tid som lærer var dog kort. Allerede i 1971 blev han udnævnt som konstitueret rektor, og i 1980 blev han "rigtig" rektor, en stilling han fortsatte i til han fik en hjerneblødning, som han dog overvandt, men gjorde at han modvilligt måtte lade sig pensionere som 70-årig i 1993.
Han havde en række tillidshverv og var således næstformand for Studenterrådet ved Københavns Universitet og medlem af Danske Studerendes Fællesråd 1950-1951, medlem af Danske museers fællesråd 1956-1969, distriktschef i Det Danske Spejderkorps, Københavns vestre distrikt 1960-1969; formand for fritidsudvalget samt medlem af amtsungdomsnævnet under Københavns Amtsrådskreds 1962-1966, ledende senior i Studenterforeningen 1968-1969, medlem af bestyrelsen for Dansk Naturhistorisk Forening 1953-1969 (kasserer fra 1958) og for Helge Jacobsens Legat 1956-1969 samt af International union of directors og Zoological Gardens fra 1956, æresmedlem fra 1969, af nominerings kommitten 1961-69, af "the survival service commission 1UCN" 1964-1973; Medlem af det Europæiske Samfund for pattedyrens beskyttelse, medlem af bestyrelsen for Krebs' Skole fra 1967 samt formand for Østre Borgerdydskoles forældreforening fra 1971 og for Foreningen af biologi- og geografilærere ved de gymnasiale uddannelser og seminarier fra 1971.
Han blev Naturhistoriestuderendes æresmedlem fra 1959 og modtog Det Kongelige Norske Videnskabers Selskabs fortjenstminnejetong i sølv 1965.
Han blev 1954 gift med den senere professor i historisk geologi ved Københavns universitet, dr.phil. Tove Birkelund (1928-1986)
.